# أسفل الثبرة (حبيل جبر)

تعديل مصدري - تعديل

اسفل الثبرة هي إحدى قرى عزلة حبيل جبر بمديرية حبيل جبر التابعة لمحافظة لحج، بلغ تعداد سكانها 50نسمة حسب تعداد اليمن لعام 2004.